# Giro di Polonia 2008
Il Giro di Polonia 2008, sessantacinquesima edizione della corsa, si svolse in sette tappe dal 14 al 20 settembre 2008 per un percorso totale di 1076,4 km. Era stata programmata una lunghezza di 1 258,6 km ma si dovettero ridurre diverse tappe a causa del maltempo. Fu vinto dal tedesco Jens Voigt, che terminò la gara in 21h13'18".

## Tappe
| Tappa  | Data         | Percorso                                 | km          | Vincitore di tappa | Leader cl. generale |
| ------ | ------------ | ---------------------------------------- | ----------- | ------------------ | ------------------- |
| 1ª     | 14 settembre | Varsavia (Cronosquadre)                  | 4,0         | Team CSC           | Lars Bak            |
| 2ª     | 15 settembre | Płock > Olsztyn                          | 231,2       | Allan Davis        | Murilo Fischer      |
| 3ª     | 16 settembre | Mikołajki > Białystok                    | 184,8       | Angelo Furlan      | Allan Davis         |
| 4ª     | 17 settembre | Bielsk Podlaski Siemiatycze > Lublino    | 243,6 203,3 | Annullata          | Annullata           |
| 5ª     | 18 settembre | Nałęczów > Rzeszów                       | 239,7       | Jürgen Roelandts   | José Joaquín Rojas  |
| 6ª     | 19 settembre | Krynica-Zdrój Piwniczna-Zdrój > Zakopane | 201,7 118   | Jens Voigt         | Jens Voigt          |
| 7ª     | 20 settembre | Rabka-Zdrój Wadowice > Cracovia          | 153,6 95,4  | Robert Förster     | Jens Voigt          |
| Totale | Totale       | Totale                                   | 1 076,4     |                    |                     |

## Squadre partecipanti
| N.    | Cod. | Squadra                 |
| ----- | ---- | ----------------------- |
| 1-8   | SIL  | Silence-Lotto           |
| 11-18 | AST  | Astana                  |
| 21-28 | GCE  | Caisse d'Epargne        |
| 31-38 | CSC  | Team CSC-Saxo Bank      |
| 41-48 | SDV  | Scott-American Beef     |
| 51-58 | RAB  | Rabobank                |
| 61-68 | GST  | Team Gerolsteiner       |
| 71-76 | FDJ  | Française des Jeux      |
| 81-88 | EUS  | Euskaltel-Euskadi       |
| 91-98 | THR  | Team Columbia-High Road |

| N.      | Cod. | Squadra          |
| ------- | ---- | ---------------- |
| 101-108 | C.A  | Crédit Agricole  |
| 111-118 | ALM  | AG2R La Mondiale |
| 121-128 | LIQ  | Liquigas         |
| 131-138 | BTL  | Bouygues Télécom |
| 141-148 | QST  | Quick Step       |
| 151-158 | COF  | Cofidis          |
| 161-168 | MRM  | Team Milram      |
| 171-178 | LAM  | Lampre           |
| 181-188 | POL  | Polonia          |

## Dettagli delle tappe

### 1ª tappa
- 14 settembre: Varsavia – Cronometro a squadre – 4 km

Risultati
| Pos. | Squadra            | Tempo  |
| ---- | ------------------ | ------ |
| 1    | Team CSC-Saxo Bank | 4'05"5 |
| 2    | Liquigas           | a 3"1  |
| 3    | Caisse d'Epargne   | a 3"8  |

| Pos. | Corridore         | Squadra       | Tempo |
| ---- | ----------------- | ------------- | ----- |
| 1    | Lars Bak          | CSC-Saxo Bank | 4'05" |
| 2    | Fränk Schleck     | CSC-Saxo Bank | s.t.  |
| 3    | Fabian Cancellara | CSC-Saxo Bank | s.t.  |

### 2ª tappa
- 15 settembre: Płock > Olsztyn – 231,2 km

Risultati
| Pos. | Corridore        | Squadra    | Tempo    |
| ---- | ---------------- | ---------- | -------- |
| 1    | Allan Davis      | Quick Step | 6h10'53" |
| 2    | Murilo Fischer   | Liquigas   | s.t.     |
| 3    | Mirco Lorenzetto | Lampre     | s.t.     |

| Pos. | Corridore      | Squadra       | Tempo    |
| ---- | -------------- | ------------- | -------- |
| 1    | Murilo Fischer | Liquigas      | 6h14'55" |
| 2    | Allan Davis    | Quick Step    | s.t.     |
| 3    | Lars Bak       | CSC-Saxo Bank | a 3"     |

### 3ª tappa
- 16 settembre: Mikołajki > Białystok – 184,8 km

Risultati
| Pos. | Corridore          | Squadra         | Tempo    |
| ---- | ------------------ | --------------- | -------- |
| 1    | Angelo Furlan      | Crédit Agricole | 4h26'56" |
| 2    | Luciano Pagliarini | Scott           | s.t.     |
| 3    | Allan Davis        | Quick Step      | s.t.     |

| Pos. | Corridore      | Squadra       | Tempo     |
| ---- | -------------- | ------------- | --------- |
| 1    | Allan Davis    | Quick Step    | 10h41'47" |
| 2    | Murilo Fischer | Liquigas      | a 4"      |
| 3    | Lars Bak       | CSC-Saxo Bank | a 7"      |

### 4ª tappa
- 17 settembre: Siemiatycze > Lublino – 203,3 km

Risultati
A causa della protesta dei corridori durante l'ultimo giro del circuito di Lublino, la tappa fu annullata mantenendo inalterata la classifica generale.

### 5ª tappa
- 18 settembre: Nałęczów > Rzeszów – 239,7 km

Risultati
| Pos. | Corridore              | Squadra      | Tempo    |
| ---- | ---------------------- | ------------ | -------- |
| 1    | Jürgen Roelandts       | Silence      | 5h18'59" |
| 2    | Jose Joaquin Rojas Gil | C. d'Epargne | s.t.     |
| 3    | Steven de Jongh        | Quick Step   | s.t.     |

| Pos. | Corridore              | Squadra       | Tempo     |
| ---- | ---------------------- | ------------- | --------- |
| 1    | Jose Joaquin Rojas Gil | C. d'Epargne  | 16h00'51" |
| 2    | Lars Bak               | CSC-Saxo Bank | a 2"      |
| 3    | Steven de Jongh        | Quick Step    | a 5"      |

### 6ª tappa
- 19 settembre: Piwniczna-Zdrój > Zakopane – 118 km

Risultati
| Pos. | Corridore         | Squadra       | Tempo    |
| ---- | ----------------- | ------------- | -------- |
| 1    | Jens Voigt        | CSC-Saxo Bank | 3h05'55" |
| 2    | Tony Martin       | Columbia      | s.t.     |
| 3    | Franco Pellizotti | Liquigas      | s.t.     |

| Pos. | Corridore         | Squadra       | Tempo     |
| ---- | ----------------- | ------------- | --------- |
| 1    | Jens Voigt        | CSC-Saxo Bank | 19h06'50" |
| 2    | Lars Bak          | CSC-Saxo Bank | a 1'22"   |
| 3    | Franco Pellizotti | Liquigas      | a 1'24"   |

### 7ª tappa
- 20 settembre: Wadowice > Cracovia – 95,4 km

Risultati
| Pos. | Corridore        | Squadra      | Tempo    |
| ---- | ---------------- | ------------ | -------- |
| 1    | Robert Förster   | Gerolsteiner | 2h06'28" |
| 2    | Alberto Curtolo  | Liquigas     | s.t.     |
| 3    | Jaŭhen Hutarovič | F. des Jeux  | s.t.     |

| Pos. | Corridore         | Squadra       | Tempo     |
| ---- | ----------------- | ------------- | --------- |
| 1    | Jens Voigt        | CSC-Saxo Bank | 21h13'18" |
| 2    | Lars Bak          | CSC-Saxo Bank | a 1'22"   |
| 3    | Franco Pellizotti | Liquigas      | a 1'24"   |

## Evoluzione delle classifiche
| Tappa              | Vincitore          | Classifica generale Maglia gialla | Classifica sprint Maglia rossa | Classifica scalatori Maglia verde | Classifica a punti Maglia blu | Classifica a squadre |
| ------------------ | ------------------ | --------------------------------- | ------------------------------ | --------------------------------- | ----------------------------- | -------------------- |
| 1ª                 | Team CSC-Saxo Bank | Lars Ytting Bak                   | non assegnata                  | non assegnata                     | non assegnata                 | Team CSC-Saxo Bank   |
| 2ª                 | Allan Davis        | Murilo Fischer                    | Andoni Lafuente                | Łukasz Bodnar                     | Allan Davis                   | Team CSC-Saxo Bank   |
| 3ª                 | Angelo Furlan      | Allan Davis                       | Andoni Lafuente                | Marcin Sapa                       | Allan Davis                   | Team CSC-Saxo Bank   |
| 4ª                 | neutralizzata      | Allan Davis                       | Andoni Lafuente                | Marcin Sapa                       | Allan Davis                   | Team CSC-Saxo Bank   |
| 5ª                 | Jürgen Roelandts   | José Joaquín Rojas                | Marcin Sapa                    | Marcin Sapa                       | Allan Davis                   | Team CSC-Saxo Bank   |
| 6ª                 | Jens Voigt         | Jens Voigt                        | Marcin Sapa                    | Tony Martin                       | Allan Davis                   | Team CSC-Saxo Bank   |
| 7ª                 | Robert Förster     | Jens Voigt                        | Marcin Sapa                    | Jens Voigt                        | Allan Davis                   | Team CSC-Saxo Bank   |
| Classifiche finali | Classifiche finali | Jens Voigt                        | Marcin Sapa                    | Jens Voigt                        | Allan Davis                   | Team CSC-Saxo Bank   |

## Classifiche finali

### Classifica generale
| Pos. | Corridore         | Squadra       | Tempo     |
| ---- | ----------------- | ------------- | --------- |
| 1    | Jens Voigt        | CSC-Saxo      | 21h13'18" |
| 2    | Lars Bak          | CSC-Saxo Bank | a 1'22"   |
| 3    | Franco Pellizotti | Liquigas      | a 1'24"   |
| 4    | Allan Davis       | Quick Step    | a 1'27"   |
| 5    | Francesco Gavazzi | Lampre        | a 1'28"   |
| 6    | Grégory Rast      | Astana        | a 1'33"   |
| 7    | Mirco Lorenzetto  | Lampre        | a 1'36"   |
| 8    | David Loosli      | Lampre        | a 1'37"   |
| 9    | Kjell Carlström   | Liquigas      | s.t.      |
| 10   | Marek Rutkiewicz  | Polonia       | s.t.      |

### Classifica scalatori
| Pos. | Corridore        | Squadra   | Punti |
| ---- | ---------------- | --------- | ----- |
| 1    | Jens Voigt       | CSC       | 29    |
| 2    | Marek Rutkiewicz | Polonia   | 18    |
| 3    | Markel Irizar    | Euskaltel | 11    |
| 4    | Marco Bandiera   | Lampre    | 10    |
| 5    | Marcin Sapa      | Polonia   | 10    |

### Classifica a punti
| Pos. | Corridore        | Squadra      | Punti |
| ---- | ---------------- | ------------ | ----- |
| 1    | Allan Davis      | Quick Step   | 62    |
| 2    | Jürgen Roelandts | Silence      | 61    |
| 3    | Jaŭhen Hutarovič | F. des Jeux  | 58    |
| 4    | Mirco Lorenzetto | Lampre       | 51    |
| 5    | Peter Wrolich    | Gerolsteiner | 48    |

### Classifica sprint intermedi
| Pos. | Corridore       | Squadra   | Punti |
| ---- | --------------- | --------- | ----- |
| 1    | Marcin Sapa     | Polonia   | 18    |
| 2    | Andoni Lafuente | Euskaltel | 9     |
| 3    | Lukasz Bodnar   | Polonia   | 6     |
| 4    | Marco Bandiera  | Lampre    | 4     |
| 5    | Roberto Longo   | Lampre    | 4     |

### Classifica squadre
| Pos. | Squadra            | Tempo     |
| ---- | ------------------ | --------- |
| 1    | Team CSC-Saxo Bank | 63h43'35" |
| 2    | Liquigas           | a 49"     |
| 3    | Caisse d'Epargne   | a 53"     |
| 4    | Lampre             | a 1'07"   |
| 5    | Astana             | a 2'10"   |

## Punteggi UCI
| Pos.                   | Corridore         | Squadra         | Punti |
| ---------------------- | ----------------- | --------------- | ----- |
| 1                      | Jens Voigt        | CSC-Saxo Bank   | 53    |
| 2                      | Lars Bak          | CSC-Saxo Bank   | 40    |
| 3                      | Franco Pellizotti | Liquigas        | 36    |
| 4                      | Allan Davis       | Quick Step      | 34    |
| 5                      | Francesco Gavazzi | Lampre          | 25    |
| 6                      | Grégory Rast      | Astana          | 20    |
| 7                      | Mirco Lorenzetto  | Lampre          | 16    |
| 8                      | David Loosli      | Lampre          | 10    |
| 9                      | Kjell Carlström   | Liquigas        | 5     |
| 10                     | Angelo Furlan     | Crédit Agricole | 3     |
| Jürgen Roelandts       | Silence           | 3               |       |
| Robert Förster         | Gerolsteiner      | 3               |       |
| 13                     | Alberto Curtolo   | Liquigas        | 2     |
| Murilo Fischer         | Liquigas          | 2               |       |
| Luciano Pagliarini     | Scott             | 2               |       |
| Jose Joaquin Rojas Gil | C. d'Epargne      | 2               |       |
| Tony Martin            | Columbia          | 2               |       |
| 3                      | Steven de Jongh   | Quick Step      | 1     |
| Jaŭhen Hutarovič       | F. des Jeux       | 1               |       |

| Pos. | Squadra                 | Punti |
| ---- | ----------------------- | ----- |
| 1    | Team CSC-Saxo Bank      | 20    |
| 2    | Liquigas                | 19    |
| 3    | Caisse d'Epargne        | 18    |
| 4    | Lampre                  | 17    |
| 5    | Astana                  | 16    |
| 6    | Quick Step              | 15    |
| 7    | AG2R Prévoyance         | 14    |
| 8    | Scott-American Beef     | 13    |
| 9    | Team Gerolsteiner       | 12    |
| 10   | Crédit Agricole         | 11    |
| 11   | Euskaltel-Euskadi       | 10    |
| 12   | Team Columbia-High Road | 8     |
| 13   | Silence-Lotto           | 7     |
| 14   | Rabobank Cycling Team   | 6     |
| 15   | Cofidis                 | 5     |
| 16   | Bouygues Télécom        | 4     |
| 17   | Française des Jeux      | 3     |
| 18   | Team Milram             | 2     |

| Pos.        | Nazione     | Punti |
| ----------- | ----------- | ----- |
| 1           | Italia      | 82    |
| 2           | Germania    | 58    |
| 3           | Danimarca   | 50    |
| 4           | Australia   | 34    |
| 5           | Svizzera    | 30    |
| 6           | Finlandia   | 5     |
| 7           | Brasile     | 4     |
| 8           | Belgio      | 3     |
| 9           | Spagna      | 2     |
| 10          | Paesi Bassi | 1     |
| Bielorussia | 1           |       |